# 俄罗斯陆军第138近卫摩托化步兵旅
第138近卫摩托化步兵旅（俄语：138-я гвардейская отдельная мотострелковая бригада）是俄罗斯陆军的一个步兵旅，它目前隶属于西部军区，军事代号为“02511”。

## 历史
第138近卫摩托化步兵师的前身是苏联政府于1934年在古比雪夫组建的第70步兵师，在第二次世界大战中，因为作战英勇，第70步兵师于1942年10月16日获得了“近卫”称号，更名为第45近卫步兵师，1956年，第45近卫步兵师被改编为摩托化师（苏联与俄罗斯的摩托化师相当于他国的机械化师），1992年，第45近卫步兵师接到维和的命令，先后在摩尔多瓦的德涅斯特河左岸地区、格鲁吉亚的阿布哈兹地区和格鲁吉亚的南奥塞梯地区执行过维和任务。1996年，第45近卫步兵师参加了第一次车臣战争。
1997年12月，第45近卫步兵师被改编为第138近卫摩托化步兵旅。
1999年，第138近卫摩托化步兵旅参加了第二次车臣战争。